# България - малката голяма страна
„България – малката голяма страна“ е български документален филм от 1995 година по сценарий и режисура на Пламен Панев.